# Rudolf Steingrube
Rudolf Steingrube (* 1948) ist ein ehemaliger deutscher Kommunalpolitiker (SPD) und war von 1995 bis 1999 der erste hauptamtliche Bürgermeister der Stadt Greven im nördlichen Münsterland.

## Leben
Rudolf Steingrube wurde im Jahr 1948 geboren und trat später der SPD bei. Als in Nordrhein-Westfalen im Jahr 1995 im Zuge einer Kommunalreform erstmals hauptamtliche Bürgermeister als Verwaltungschefs gewählt wurden und damit die bisherigen Stadtdirektoren als Verwaltungschefs der sogenannten Doppelspitze (siehe bis 1995 gültige Norddeutsche Ratsverfassung) ablösten, kandidierte Steingrube – bis dahin dort nicht politisch tätig – als Kandidat für das Amt der hauptamtlichen Bürgermeisters der Stadt Greven im nördlichen Münsterland. Dem bisherigen ehrenamtlichen Bürgermeister Hubert Binder (ebenfalls SPD) war zuvor durch die Grünen im Rat der Stadt unter anderem wegen seiner mangelnden Verwaltungserfahrung als gelernter Weber und Gewerkschaftssekretär das Vertrauen entzogen worden. Daraufhin wählte der übergangsweise für die Bürgermeisterwahl zuständige Stadtrat Steingrube mit den Stimmen von SPD und Grünen zum ersten hauptamtlichen Bürgermeister und damit gleichzeitig zum Verwaltungschef der Stadt Greven. Er trat sein Amt am 30. März 1995 an.
Während seiner vierjährigen Amtszeit im Rathaus brach Steingrube unter anderem mit bisherigen Traditionen in der Verwaltungsführung und organisierte die Stadtverwaltung in neuem Stil. Zudem schob er mit der ihn tragenden Ratsmehrheit verschiedene, zu dieser Zeit auch teils umstrittene Großprojekte wie den Umbau der stillgelegten Grevener Baumwollspinnerei, einer alten Textilfabrik, zum neuen Kulturzentrum GBS voran. Unter anderem dadurch stiegen die Ausgaben und damit auch die Verschuldung der Stadt in den Folgejahren stärker an.
Im Zuge der Kommunalwahlen in NRW 1999 bewarb sich Steingrube in einer erstmals durchgeführten Direktwahl der Bürgermeister um eine weitere Amtszeit, unterlag jedoch seinem Gegenkandidaten, dem damaligen Geschäftsführer der Grevener Stadtwerke Egon Koling (CDU). Er schied daraufhin zum 30. September 1999 aus dem Amt.
Später engagierte sich Steingrube unter anderem ehrenamtlich als Präsident des Grevener Rotary-Clubs.